# Pizzo del Lago Gelato
Il Pizzo del Lago Gelato (2.617 m s.l.m. - detto anche Pizzo dell'Alpe Gelato) è una montagna delle Alpi Ticinesi e del Verbano nelle Alpi Lepontine. Costituisce la massima elevazione del Gruppo dell'Onsernone.

## Descrizione
Si trova sul confine tra l'Italia (Piemonte) e la Svizzera (Canton Ticino). Dal versante italiano la montagna si colloca al fondo della Valle Isorno; dal versante svizzero si trova tra la Valle di Campo e la valle di Vergeletto (laterale della valle Onsernone). Ai piedi del Pizzo si trova il Rifugio Primo Bonasson che può essere usato come punto di appoggio per l'ascesa.